# كينغز كويست III
كينغز كويست III (بالإنجليزية: King's Quest III: To Heir Is Human)‏ ، هي لعبة فيديو إلكترونية من نوع مغامرات، أنتجها شركة سييرا أون-لاين سنة 1986م، وهي الجزء الثالث الرئيسية من سلسلة كينغز كويست.

## وصلات خارجية
- King's Quest III: To Heir Is Human at Adventure Classic Gaming
- King's Quest III: To Heir Is Human على موبي غيمز
- King's Quest III technical help on the Sierra Help Pages
- AGD Interactive remake